# 20 Korpus Zmechanizowany (ZSRR)
20 Korpus Zmechanizowany (ros. 20-й механизированный корпус) – wyższy związek taktyczny wojsk zmechanizowanych Armii Czerwonej okresu II wojny światowej.

## Formowanie i działania bojowe
Formowanie Korpusu rozpoczęto w marcu 1941 roku w Zachodnim Specjalnym Okręgu Wojskowym. Sztab Korpusu rozlokowany był w Borysowie na Białorusi.
W chwili ataku Niemiec na ZSRR korpus znajdował się w składzie wojsk Frontu Zachodniego. W tym czasie w 20 KZmech. pełnił służbę Iwan Jakubowski, późniejszy marszałek ZSRR. W pierwszej połowie lipca 1941 roku był w składzie 13 Armii tego samego Frontu Zachodniego. Uczestniczył w walkach na Białorusi (Bitwa białostocko-mińska) z wojskami Grupy Armii „Środek” w trakcie których praktycznie uległ zagładzie.

## Dowódcy korpusu
- gen. mjr Andriej Nikitin[1] – ? – pierwsza połowa lipca 1941,
- gen. mjr Nikołaj Wiedieniew – pierwsza połowa lipca 1941 – ?

## Struktura organizacyjna
Stan 22 czerwca 1941 roku:
- 26 Dywizja Pancerna,
- 38 Dywizja Pancerna,
- 210 Dywizja Zmechanizowana,
- 24 pułk motocyklowy,
- 534 samodzielny batalion łączności,
- 83 samodzielny zmotoryzowany batalion inżynieryjny.

### Wyposażenie
22 czerwca 1941 17 Korpus Zmechanizowany liczył 20 389 żołnierzy (57% stanu etatowego) oraz miał na stanie:
- 93 czołgów, w tym: 80 T-26, 13 BT i 3 czołgi z miotaczami płomieni (chemiczne[4] ,
- 11 samochodów pancernych BA-10 i BA-20,
- 431 samochodów,
- 25 ciągników,
- 92 motocykle.